# 菊地博人
菊地 博人（きくち ひろと、1962年12月4日 - ）は、日本のフリープロデューサー。
ゲームソフト開発の株式会社ジャレコで宣伝・広報を担当し、“菊地名人”としてテレビや雑誌などの各種メディアで活躍した。その後は、ゲームメーカーの株式会社セガで宣伝担当、国内初の無料総合ゲーム紙「GAMEゆーゆー」（現：ジャパニメイト）の営業を経て、株式会社リレーションズ代表取締役。

## 来歴
1962年12月、東京に生まれる。東海大学政治経済学部経営学科を卒業後、株式会社ジャレコに入社し、家庭用ゲーム機ファミリーコンピュータ用ソフトの宣伝業務を担当。アーガスをきっかけに、TV番組「ファミっ子大集合」やゲーム雑誌に、“菊地名人”として数多く登場する。
退社後、映画配給会社の株式会社ギャガ・コミュニケーションズ（現・ギャガ株式会社）に入社、パブリシティ、ビデオプロモーション業務担当後、株式会社セガ・エンタープライゼス（現:株式会社セガゲームス）に入社、セガサターン、ドリームキャスト用ゲームソフトの宣伝を手掛ける。
主な担当タイトルは、「ナイツ」「サクラ大戦」（共にセガサターン）、「ソニックアドベンチャー」（ドリームキャスト）があり、同ゲームのエンドロールにその名がクレジットされている。その後、国内初の家庭用ゲームソフト専門のフリーペーパー「GAMEゆーゆー」（現：ジャパニメイト）のプランニングマネージャーとして、有限会社好日館に参画。多くのゲーム会社とのリレーション構築に携わる。

## 作品
宣伝およびパブリシティ業務
- 「燃えろ!!プロ野球」
- 「忍者じゃじゃ丸くん」
- 「ナイツ」
- 「サクラ大戦」

## 出演番組
- 「ファミっ子大集合」（1988年 - 1990年、テレビ東京系列）